# Berghausen (Morsbach)
Berghausen ist ein Ortsteil von Morsbach im Oberbergischen Kreis im südlichen Nordrhein-Westfalen innerhalb des Regierungsbezirks Köln.

## Lage und Beschreibung
In ländlicher, waldreicher Umgebung liegt Berghausen am südlichsten Zipfel des Oberbergischen Kreises. Die Städte Gummersbach (38 km), Siegen (50 km), sowie Köln (75 km) sind rasch zu erreichen.

## Geschichte

### Erstnennung
1439 wurde der Ort das erste Mal urkundlich erwähnt und zwar "Tiel van Berkhuisen wird genannt in den Akten über Gebrechen (in mittelhochdeutscher Zeit bis etwa 1450 Verwendung in der Bedeutung "brechen, mit Gewalt dringen, ein Verbrechen begehen")  Berg - Homburg im Kirchspiel Morsbach." 
Die Schreibweise der Erstnennung war Berkhuisen.

## Freizeit

### Vereinswesen
- Dorfgemeinschaft Berghausen